# ایزیس ۴۲
سیارک ۴۲ (به انگلیسی: 42 Isis) چهل و دومین سیارک کشف شده‌است که در ۲۳ مه ۱۸۵۶ و در اکسفورد کشف شد.
قدر مطلق سیارک برابر ۷٫۵۳ است.